# Айыы Уола
Александр Иннокентьевич Самсонов, более известен под псевдонимом Айыы Уола (7 января 1978, Улахан-Ан, Орджоникидзевский район, Якутская АССР — 12 октября 1998) — якутский певец, автор и исполнитель более 30 песен, включённых в 2 альбома. В конце 1990-х стал звездой якутской молодёжи, выпустил клип и песенник, республиканская молодёжная газета «Эдэр Саас» сделала его своим героем и талисманом. Умер на пике славы в 20 лет от «капилляротоксикоза почечной формы».

## Биография
Александр Иннокентьевич Самсонов родился в ночь на Рождество в 1978 г. и был вторым ребёнком в сельской семье Иннокентия и Марфы Самсоновых. По словам матери Марфы Иннокентьевны, Александр с младенчества рос, слушая самую разную музыку. Его талант впервые раскрылся в 2 года, когда он сыграл на пианино мелодию песни «Лётчик над тайгою», которая в то время шла по радио. В детском саду был незаменимым солистом ансамбля, первое признание получил во время соревнований «Мама, папа, я — спортивная семья», где исполнил песню, подыгрывая себе на баяне. Воспитатели отмечали не по годам развитый ум своего воспитанника — так, он переходил из группы в группу, опережая своих сверстников.

### Школьные годы
В школе Александр учился хорошо, был способным и любознательным учеником, а также признанным лидером среди своих одноклассников. Первым успехом считается победа на районном песенном фестивале, где он, ученик 4-го класса, исполнил народную песню «Манчаары». С тех пор участвовал во многих конкурсах песен. С 4-го класса Александр занимался на баяне, спустя год перешёл на гитару.. Пианино уже освоил сам, но по наставлениям матери ходил на дополнительные занятия.
С приходом синтезатора Александр, будучи семиклассником, создал свою группу «Дьукээбил» (с якут. — «Северное сияние»), участников которой он обучал музыке сам. Первую песню «Хаар» (с якут. — «Снег») группа исполнила на школьном новогоднем вечере. Начиная с этого момента Александр увлекся писанием стихов и песен. Помимо музыки, занимался каратэ и лёгкой атлетикой.
Первые признаки болезни проявились в последний год обучения в школе.
С осени 1995 года, когда Александр с одноклассниками уехал на полевую практику, он часто был вынужден ходить по больницам, именно в больницах он написал большинство своих песен. Диагноз «капиллярный токсикоз» предполагал кровоточащие пальцы при игре на гитаре, однако Александр, несмотря на это, продолжать сочинять песни.
В период с октября 1995-го по май 1996 года Александр пролежал в больнице, после чего, и он был выписан, а врачи были вынуждены объявить о его неизлечимой болезни. Мать начала искать народных целителей, одна из них, некая целительница Абрамова помогла Александру встать на ноги, но предупредила, что ему надо выжить до 24 лет, тогда он сможет победить болезнь. В это время, когда он почувствовал улучшение, он занялся выпуском своих альбомов.

### Известность
Впервые перед большой аудиторией Александр выступил в 1996 году на городском ысыахе, после чего стал узнаваемым и востребованным исполнителем на многих мероприятиях. В том же году он выступал перед концертом известной российской группы «А’Студио», проходившем в рамках Первых международных спортивных игр «Дети Азии». Несмотря на противопоказания врачей, Александр продолжал выступать, принимая обезболивающее, танцевал на сцене. После каждого концерта терпел нарастание болезни, кровоточили ноги. «Я лучше умру на сцене, чем лежа в кровати, — тогда я буду самым счастливым человеком!» — говорил он.
Свой первый альбом «Эһиэхэ аныыбын» («Посвящаю вам») Александр Самсонов записал в 1997 году в Доме народного творчества. Псевдоним Айыы Уола был придуман в это время матерью с тем, чтобы небесные покровители айыы всегда были с сыном в его жизни и творчестве. Презентация альбома с тиражом 1000 прошла в Центре культуры «Саргы түһүлгэтэ» в Покровске. Здесь организации родного улуса (района) оказали финансовую помощь в выпуске второго альбома. Так, альбом «Санаабын этиэм» был записан в студии «Солли Тутти» в 1998 году, в тиражировании же помог А. Н. Ким-Кимэн, тогда кандидат в народные депутаты Ил Тумэна.

### Последние дни
Летом 1998 года, проходя общий конкурс, Александр поступил на факультет языка и культуры ЯГУ (ныне СВФУ) на отделение культурологии, но из-за болезни так и не смог выйти на учёбу. Умер 12 октября в отделении реанимации.

## Дискография
| Сольные альбомы | Год  |
| --------------- | ---- |
| Эһиэхэ аныыбын  | 1997 |
| Санаабын этиэм  | 1998 |

После смерти Айыы Уола, песни, вошедшие в два альбома, вышли на CD.

### Клипы
- Уруhуйдуубун — 1997
- Бэлэхтээ — 1996
- Көрдөһөбүн көмөлөс — 1996

### Песни
| - «Ама дуо» - «Билбэт кыысчааммар» - «Бэлэхтээ» - «Дьон тыла» - «Ийэҕэ махтал» - «Итэҕэйбэппин» - «Кэпсээ миэхэ, кырдьаҕас хатыҥым» - «Көрдөһөбүн, көмөлөс» | - «Көҥүл ырыата» - «Мин» - «Ньургуйаана» - «Оччоҕуна хайыамый» - «Оҕо саас» - «Сардаана» - «Сордооморууй-аймаамарыый» - «Сурук» | - «Түүн» - «Төннүбэппин» - «Умнума» - «Уол оҕо сүрэҕэ» - «Уруhуйдуубун» - «Чүмэчи» - «Ыллаа» - «Эһиэхэ аныыбын» |

## Память
- Ежегодно в Хангаласском районе проводится фестиваль песен имени Александра Самсонова — Айыы Уола[источник не указан 1045 дней];
- Ежегодный республиканский конкурс авторов-исполнителей на песни Александра Самсонова-Айыы уола[2]
- Звёздами якутской эстрады был записан кавер-альбом песен Айыы Уола[источник не указан 1045 дней];
- 7 декабря 2012 г. в Якутске прошёл концерт песен Айыы Уола. Участники, артисты якутской эстрады, перепели его песни под живое музыкальное сопровождение[источник не указан 1045 дней].
- В 2014 году вышел биографический фильм «Айыы Уола» кинокомпании «„Art Doydu“», сопровождавшийся реальными записями певца[3].
- Фильм о жизни певца «Бэлэхтээ, эн миэхэ».[4]